# زينة حازم
زينة حازم فيصل حسن (وُلدت في 8 يوليو 2004)، والمعروفة أيضًا باسم زينة حازم هي لاعبة كرة قدم أردنية تلعب في مركز الدفاع مع منتخب الأردن للسيدات.

## المواسم والملف المهني
| موسم                                         | فريق                | الأهداف | البطاقات الصفراء | البطاقات الحمراء | البطاقات الحمراء |
| موسم                                         | فريق                | الأهداف | البطاقات الصفراء | الأصفر الثاني    | مباشر            |
| كأس آسيا للسيدات 2022                        | الأردن              | 0       | 0                | 0                | 0                |
| بطولة آسيا للسيدات تحت 19 عامًا 2019          | الأردن              | 0       | 0                | 0                | 0                |
| بطولة آسيا للسيدات تحت 16 سنة 2019           | الأردن              | 1       | 1                | 0                | 0                |
| بطولة كرة القدم الأولمبية للسيدات 2020       | الأردن              | 0       | 0                | 0                | 0                |
| بطولة آسيا الإقليمية للفتيات تحت 14 سنة 2016 | الأردن              | 1       | 0                | 0                | 0                |
| بطولة نادي السيدات 2021                      | نادي عمان ( الأردن) | 0       | 0                | 0                | 0                |

## الأهداف الدولية
| لا. | تاريخ          | مكان                                                         | الخصم | نتيجة | نتيجة | مسابقة                                       |
| --- | -------------- | ------------------------------------------------------------ | ----- | ----- | ----- | -------------------------------------------- |
| 1.  | 23 فبراير 2024 | مدينة الملك عبد الله الرياضية، جدة، المملكة العربية السعودية | لبنان | 1 –0  | 2-0   | بطولة اتحاد غرب آسيا لكرة القدم للسيدات 2022 |

## روابط خارجية
- زينة حازم على الأرشيف الرياضي العالمي